# Булацький сільський округ (Хобдинський район)
Була́цький сільський округ (каз. Бұлақ ауылдық округі, рос. Булакский сельский округ) — адміністративна одиниця у складі Хобдинського району Актюбінської області Казахстану. Адміністративний центр — село Алія.
Населення — 1163 особи (2021; 1162 у 2009, 1319 у 1999, 1472 у 1989).
Станом на 1989 рік існувала Булацька сільська рада (села Алписпай, Булак, Тамди). 1997 року до складу Булацького сільського округу був включений ліквідований Талдисайський сільський округ, однак 2017 року він був відновлений.

## Склад
До складу округу входять такі населені пункти:
| Населений пункт | Колишні назви | Населення, осіб (1989) | Населення, осіб (1999) | Населення, осіб (2009) | Населення, осіб (2021) |
| --------------- | ------------- | ---------------------- | ---------------------- | ---------------------- | ---------------------- |
| Алія, село      | Алписпай      | 1123                   | 1103                   | 1001                   | 1011                   |
| Булак, село     | -             | 198                    | 216                    | 161                    | 152                    |
| Тамди, село     | -             | 151                    | -                      | -                      | -                      |